# سارة نوكس جودريتش
سارة نوكس جودريتش (بالإنجليزية: Sarah L. Knox-Goodrich) هي ناشطة في مجال حقوق المرأة ولدت عام 1825 وتوفيت عام 1903 دافعت عن حق المرأة في التصويت في كاليفورنيا في أواخر القرن التاسع عشر. تزوجت من زوجها الأول ويليام نوكس الذي عمل في السياسة بالإضافة إلى كونه رجل أعمال ومصرفيًا، ثم تزوجت من زوجها الثاني ليفي جودريتش الذي كان مهندسًا معماريًا في جنوب كاليفورنيا.
استغلت سارة نوكس جودريتش ثروتها ومكانتها الاجتماعية من أجل المساواة في التوظيف والاقتراع وحقوق التصويت.

## السيرة الشخصية
ولدت سارة لويز براوننج في مقاطعة كولبيبر في ولاية فيرجينيا الواقعة في الولايات المتحدة في 14 فبراير 1825، وهي ابنة ويليام ونستون براوننج وسارة سميث فارو. انتقلت عائلتها إلى مزرعة في مقاطعة لينكولن بولاية ميسوري عندما بلغت سارة 11 عامًا.

### زواجها من ويليام جيمس نوكس
ولد ويليام جيمس نوكس في 20 أكتوبر 1820 بالقرب من هوبكينسفيل كريستيان كاونتي وانتقل في سن مبكرة إلى مقاطعة لينكولن بولاية ميسوري، التحق ويليام بمعهد لويسفيل الطبي في لويزفيل وحصل على شهادته في الطب عام 1847.
تزوجا سارة براوننج وويليام نوكس في الأول من أبريل عام 1846، وانتُخب ويليام في عام 1854 لعضوية مجلس ولاية كاليفورنيا.
انتُخب نوكس لعضوية مجلس الشيوخ عن ولاية سانتا كلارا في عام 1865 وكان من أوائل المؤيدين لحقوق المرأة، وقدم مشروع قانون مجلس الشيوخ رقم 252 الذي أعطى المرأة المتزوجة الحق في السيطرة على ممتلكاتها الذي كان نصه: «يجوز لأي امرأة متزوجة التصرف في جميع ممتلكاتها بإرادتها المطلقة دون موافقة زوجها، سواء أكان ذلك صريحًا أم ضمنيًا ويمكن أن تغيرها أو تلغيها بنفس الطريقة».
أنجب ويليام وسارة طفلة واحدة وهي فيردينيا وتوفي ويليام نوكس في سان فرانسيسكو في 13 نوفمبر 1867.

### زواجها من ليفي جودريتش
ولد ليفي جودريتش في مدينة نيويورك في 1 يناير 1822 ودرس الهندسة المعمارية في استوديو آر جي هاتفيلد في نيويورك قبل أن ينتقل إلى سان خوسيه عام 1849، كان ليفي من أوائل المهندسين المعماريين المرخصين في كاليفورنيا.
تزوجت سارة نوكس من جودريتش في 15 يناير 1879 وتوفي جودريتش عام 1886 في سان دييغو.